# 도원초등학교 (전남)
도원초등학교는 대한민국 전라남도 여수시 선원동에 있는 공립 초등학교이다.

## 학교 연혁
- 1992년 10월 2일 여천서국민학교 개교(27학급)(여천중앙에서 분리)
- 1996년 3월 1일 여천서초등학교로 교명 개칭
- 1996년 3월 1일 병설유치원 설립인가
- 1999년 3월 1일 현재 교명으로 변경
- 2019년 1월 9일 제27회 졸업식(졸업생 185명, 총 졸업생 6,502명)
- 2020년 2월 14일 제28회 졸업식 (졸업생 222명, 총 졸업생 6,724명)
- 2020년 3월 1일 제10대 이석근 교장 부임
- 2022년 3월1일 제11대 주점숙 교장 부임
- 2023년 황수연 학부모 회장 부임
- 2022년 1월 6일 제31회 졸업식 (졸업생 168명, 총 졸업생 7,246명)

## 학교 상징
- 우리 학교 꽃 - 동백꽃 : 행복
- 우리 학교 나무 - 향나무 : 고매한 향기, 불굴의 의지
- 우리 학교 색 - 파란색 : 밝은 기상

## 참고 자료
- 도원초등학교 - 한국교육학술정보원 학교알리미